# Julien Devicque
Pour les articles homonymes, voir Devicque.
Julien Hippolyte Devicque, né le 13 août 1821 à Paris où il est mort le 25 août 1884, est un peintre et lithographe français.
Communard, il fut déporté en Nouvelle-Calédonie.

## Biographie
Julien Devicque est marié et sans enfants. Sous la Commune, il s'engage comme sergent-major du 91e bataillon, première compagnie. Lors d'un interrogatoire, il donne les raisons de son engagement sous la Commune : à cause de la mauvaise situation sous le premier siège, par crainte d'une monarchie et par conviction. Le 22 mai au soir, il se trouve à l'hôtel de ville et garde plusieurs barricades. Il est condamné à la déportation en Nouvelle-Calédonie et arrive à Nouméa en 1872. Sa peine est commuée en sept ans de prison en 1878. Il est gracié en 1879 et rentre en France par Le Navarin. Il meurt en 1884. Il est peu connu au XXIe siècle.

## Œuvre
Élève de François Dubois, il expose au Salon de 1859 à 1866. Ses œuvres montrent des vues en ballon, qui se développent au XIXe siècle. Tout en représentant une vue panoramique, il soigne les détails, comme c'est le cas dans la lithographie de Saint-Denis (1863). Il est également l'auteur de vues de Levallois et de Champerret (Paris, musée Carnavalet) et de gravures de la Suisse et du Jura. 
En Nouvelle-Calédonie, il illustre les journaux Le Courrier de la Nouvelle-Calédonie et La Revue illustrée. Il effectue une gravure de la presque-île Ducros, frontispice de L'évadé, roman d'Henri Rochefort.